# Aisha Nakiyemba
Aisha Nakiyemba, née le 14 mai 1993 à Mityana, est une joueuse ougandaise de badminton.

## Carrière
Aisha Nakiyemba est médaillée de bronze aux Championnats d'Afrique de badminton par équipes 2016 à Rose Hill. Elle remporte aux Jeux africains de 2019 à Casablanca la médaille de bronze en double dames avec Gladys Mbabazi.